# سرجه غربی
سرجه غربی (به عربی: سرجة غربیة) یک روستا در سوریه است که در ناحیه سنجار واقع شده‌است. سرجه غربی ۱٬۰۰۷ نفر جمعیت دارد.